# Dermatomykose
Eine Dermatomykose (von griechisch δέρμα dérma, deutsch ‚Haut‘, und altgriechisch μύκης, mýkes, „Pilz“ sowie der Endung -ose) ist eine von auf der Haut von Menschen und Tieren wachsenden Pilzen hervorgerufene Erkrankung. Am häufigsten sind Hautpilzerkrankungen, die die Hornsubstanz befallen, sie werden als Dermatophytosen bezeichnet. Darüber hinaus kommen Pilzerkrankungen vor, die auch tiefere Hautschichten betreffen. Im weiteren Sinne werden auch Erkrankungen durch Hefen oder Schimmelpilze, bei denen es sich um opportunistische Erreger handelt, mit hinzugezählt.

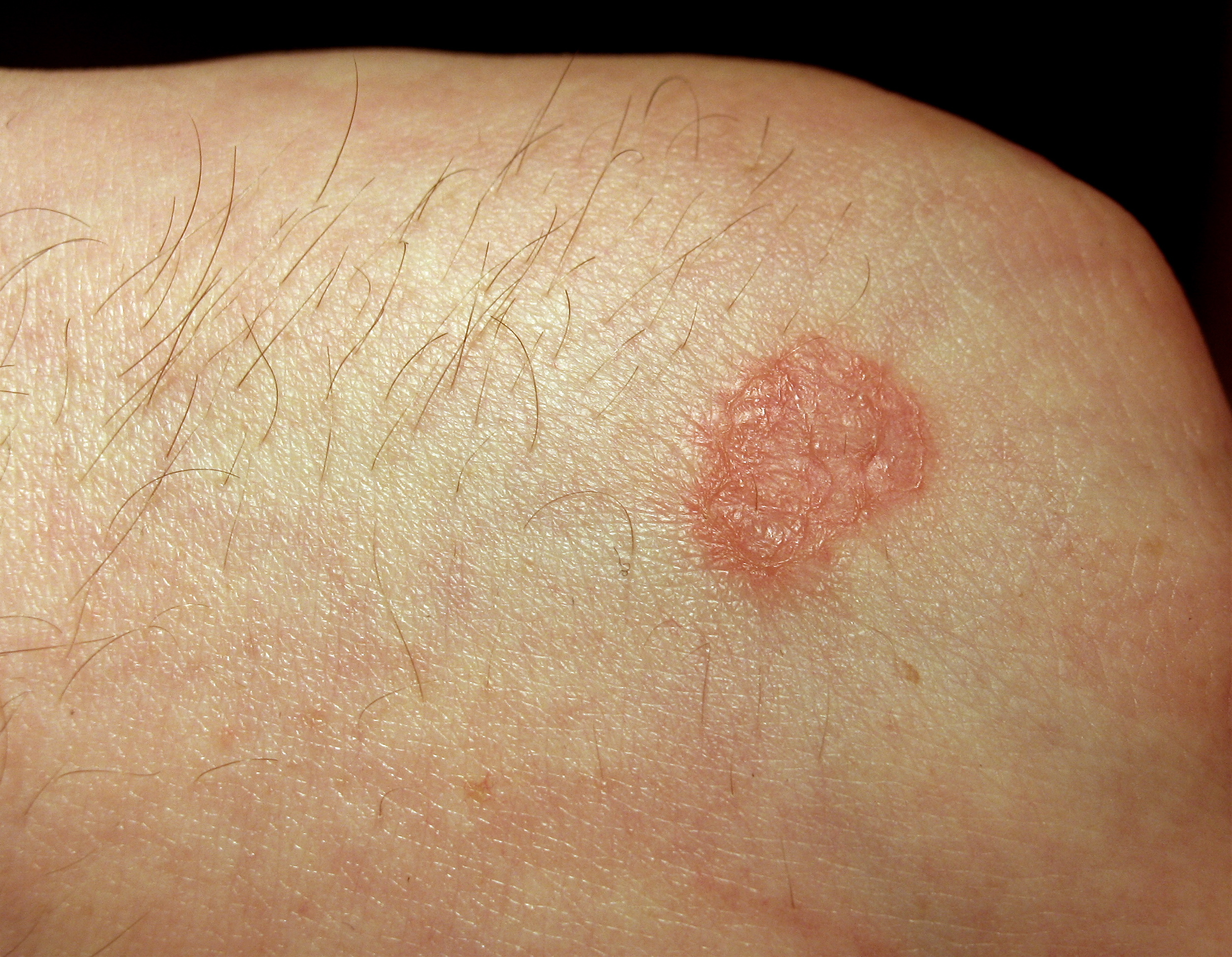
Oberflächlicher Hautpilz

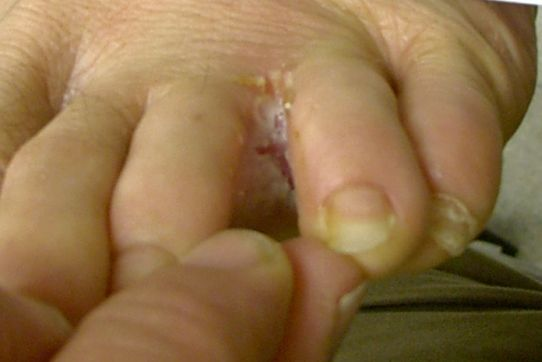
Interdigitalmykose (Tinea pedis interdigitalis, „Fußpilz“) zwischen zwei Zehen

## Symptome
Eine Hautpilzerkrankung äußert sich durch juckende, leicht gerötete und schuppende Hautareale sowie nässende Bläschenbildung. Trotz des mitunter starken Juckreizes sollte man es vermeiden sich zu kratzen. Damit vergrößert man nicht nur die Gefahr, die Erkrankung über die Finger auf andere Körperbereiche zu übertragen, sondern ermöglicht durch entstehende kleine Wunden und Hautrisse auch dem Pilz, in tiefer gelegene Hautschichten vorzudringen. Zusätzlich kann es zu Sekundärinfektionen mit Bakterien kommen, die die Abheilungschancen negativ beeinflussen können.

## Entstehungsfaktoren
Entscheidend für die Entstehung von Dermatomykosen ist das Gleichgewicht zwischen der Aggressivität des Pilzes und dem Immunsystem des befallenen Wirtes. Es gibt Pilzarten, die immer einen Befall auch von gesundem Gewebe hervorrufen (zum Beispiel Histoplasma capsulatum), bei „guter Immunlage“ wird die weitere Ausbreitung jedoch begrenzt. Mangelnde Hygiene, am Fuß speziell eine fehlende regelmäßige Reinigung im Zehengrund und im Zwischenbereich, begünstigt die Entstehung von Fußpilz, ist aber häufig nicht der Auslöser. Übertriebenes Waschen wiederum, insbesondere mit seifehaltigen Mitteln, zerstört den Säureschutzmantel der Haut und behindert damit die normale Abwehr.
Weiterhin bedeutsam ist der innere (endogene) funktionelle Zustand des befallenen Gebietes und auch der Zustand des gesamten Wirtes. Bei Verletzungen, gestörter Durchblutung oder sonstigen krankhaften Veränderungen können so genannte sekundäre Mykosen entstehen. Eine solche Pilzerkrankung tritt bei gesunden Verhältnissen nicht auf, die dabei beteiligten Pilzarten sind damit nur möglicherweise krankheitserregend (fakultativ pathogen).
Extrem wichtig sind weiterhin äußere (exogene) Faktoren: Pilze vermehren sich vor allem in feucht-warmer Umgebung. Begünstigt werden Mykosen der Füße auch durch die übermäßige Schweißabsonderung der Füße, man spricht hier auch von Schweißfuß.

## Einteilung
Die medizinisch relevanten Hautpilze sind in drei Gruppen unterteilt (D-H-S-System):
1. Dermatophyten (Fadenpilze)
  - Epidermophyton – dieser Pilz breitet sich auf der Hornhaut aus, bekannt ist er als Fußpilz.
  - Microsporum canis – führt zu kreisrundem Haarausfall mit schuppiger Haut und Haarstümpfen, die als schwarze Punkte übrig bleiben.
  - Trichophyton – breitet sich in der Hornhaut, den Haarfollikeln und bis ins umgebende Bindegewebe aus. Geht einher mit der Bildung von Abszessen. Alle Stadien vom oberflächlichen bis Befall tieferer Hautschichten sind möglich, dabei meist kreis- oder girlandenförmiger Hautbefall. Die Lebensdauer der Sporen außerhalb des Körpers beträgt mehrere Monate. Trichophyton ist die häufigste Fadenpilzart in Europa. Der Pilz kann auf die Nägel übergreifen („Nagelpilz“).
2. Hefen – Ausbreitung auf der Haut, den Schleimhäuten, aber auch Befall aller inneren Organe bis hin zur schweren Sepsis, zum Beispiel Candida albicans, bekannt als Soor-Erkrankung mit weißlichen Belägen der Mundschleimhaut. Eine fakultativ pathogene Hefe ist Malassezia furfur.
3. Medizinisch relevante Schimmelpilze – können sich sowohl von abgestorbenem als auch gesundem Gewebe ernähren, sind damit in der Lage, auch als Krankheitserreger zu wirken, zum Beispiel bei geschwächtem Immunsystem.

## Diagnose
Die Diagnostik von Dermatophytosen war bisher schwierig und zeitaufwändig. Keines der Nachweisverfahren allein lieferte sichere Ergebnisse. Der molekulare Nachweis von erregerspezifischen Genabschnitten eröffnet die Möglichkeit einer sicheren und zuverlässigen Diagnostik bei Verdacht auf Dermatophytose. Die Kombination verschiedener Methoden war zwingend, als „Goldstandard“ gilt immer noch die Kombination aus Direktnachweis und Pilzkultur.

### Molekulare Diagnostik

Agarosegel zum gattungs- und speziesspezifischen Nachweis (CE-IVD) von 21 Dermatomykoseerregern. Fragmentlängenanalyse im Vergleich zur Referenz.

Die molekulare Sofortdiagnostik für Dermatophyten aus nativem Material von Patienten mit Verdacht auf Dermatomykose mittels Polymerase-Kettenreaktion (PCR) gewinnt immer stärker an Bedeutung. Die PCR vervielfältigt dabei pathogen-spezifische DNA-Sequenzen, die in sogenannten Markergenbereichen der jeweiligen Dermatomykoseerreger lokalisiert sind und eine artspezifische Unterscheidung zulassen. Die Detektion erfolgt z. B. mittels der Agarosegelelektrophorese mit anschließender Geldokumentation. Eine leicht handhabbare, routinefähige und sichere Diagnostik der wichtigsten Dermatomykoseerreger innerhalb weniger Stunden wird somit möglich. Die Vorteile einer solchen Multiparameteranalytik sind u. a. die enorme Zeitersparnis, der daraus resultierende therapeutische Mehrwert, die Zuverlässigkeit der Methodik auch bei Mischproben und die Standardisierbarkeit der objektiven Ergebnisse. Mit der Verfügbarkeit eines zugelassenen In-vitro-Diagnostikums (CE-IVD) für die humane Diagnostik sind alle Voraussetzungen geschaffen, diese Vorteile in der breiten labormedizinischen Routine auszunutzen.

## Wirkstoffe gegen Hautpilze
Wirkstoffe gegen Pilzerkrankungen werden als Antimykotika bezeichnet. Zu den Wirkstoffen, die gegen Hautpilzerkrankungen wirksam sind, gehören:
- Clotrimazol
- Miconazol
- Terbinafin
- Bifonazol
- Ketoconazol
- Naftifin
- Benzoesäure
- Undecylensäure
- Ciclopirox bzw. dessen Ethanolaminsalz Ciclopiroxolamin
- Econazol
- Tioconazol

## Hinweise zur Behandlung
Die Behandlung muss mit nachweislich wirksamen Antimykotika konsequent und gründlich erfolgen. Für die Anwendung im Haarbereich, z. B. auf der Kopfhaut, stehen alternativ zu Salben flüssige Mittel, z. B. mit Bifonazol, zur Verfügung. Die Behandlung mit Salz- oder Essigfußbädern zeigt in manchen Fällen eine schnelle pilzabtötende (fungizide) Wirkung – der Juckreiz verschwindet dann schon nach der ersten Anwendung. Medikamente müssen grundsätzlich längerfristig angewendet werden, bis ein Erfolg eintritt.
Pilzerkrankungen sind generell sehr hartnäckig. Auch nach Abklingen der offensichtlichen Symptome muss die Behandlung einige Zeit fortgesetzt werden (mindestens 6 Wochen), damit ein erneutes Aufflammen der Pilzinfektion vermieden wird. Besonders wichtig ist die Desinfektion der mit den Hautstellen in Kontakt geratenen Textilien und Schuhe. Strümpfe sollten zum Beispiel bei mindestens 60 °C gewaschen werden, da andernfalls Pilzsporen überleben und eine Neuinfektion verursachen können.
Schuhe können mit einem handelsüblichen Clotrimazol-haltigen Spray eingesprüht und damit desinfiziert werden. Auch Formaldehyd eignet sich zur Desinfektion. Alkohole können zur Oberflächendesinfektion verwendet werden, sind jedoch in Textilien oder Schuhen meist zu gering wirksam.